# Adam Gregory
Adam Gregory, né le 28 décembre 1987 à Cincinnati (Ohio), est un acteur américain.

## Biographie
Adam Gregory est diplômé de l'école secondaire Oak Hills High School en 2006 et s'est inscrit à l'Université Northern Kentucky.

## Carrière
Il a été découvert dans sa ville natale et s'est présenté à cette occasion extraordinaire qu'il ne pouvait pas laisser passer. Il a donc déménagé de Northern Kentucky University pour vivre à Los Angeles en Janvier 2007. Une fois à Los Angeles, Greg a eu premièrement des emplois à Abercrombie & Fitch, puis à la YMCA. Il a rapidement signé avec Wendi Green à l'Agence Artiste Abrams, et Ford Models.
Il est surtout connu pour son rôle de Ty Collins dans la série télévisée Beverly Hills 90210. Il a aussi tourné dans le clip de Ashley Tisdale It's Alright, It's OK.
Gregory obtient quelques bons rôles de soutien dans les films 17 ans encore (avec Zac Efron), Hannah Montana le Film (Miley Cyrus) et Hardbreakers (Sophia Monk). Mais, sa plus grande réalisation à ce jour a été l'atterrissage d'un guest star récurrente dans la série 90210.
Adam sortait avec Jessica Lowndes alias Adrianna Tate-Duncan dans la série 90210, ils sont sortis ensemble en 2008/2009. Il s'est marié en février 2010 avec Sheridan Sperry.
En août 2010, il a été choisi pour le rôle du nouveau Thomas Forrester sur le feuilleton Amour, Gloire et Beauté. Il quitte la série en 2014, pour se consacrer au théâtre. Son rôle est repris par Pierson Fodé en 2015.

## Filmographie

### Cinéma
- 2007 : Winx Club : le secret du royaume perdu : Brandon (voix)
- 2008 : Sharp as Marbles : Albert
- 2009 : 17 ans encore : Dom
- 2009 : Hannah Montana, le film : Drew
- 2010 : What Would Jesus Do ? : Brando (voix)
- 2010 : Winx Club, l'aventure magique 3D : Max Walker
- 2010 : Hard Breakers : Tyler
- 2012 : Dystopia : 2013 : le chef des motards
- 2014 : Saints and Soldiers : Le Sacrifice des blindés : Carey Simms
- 2017 : Guerrier : le père du guerrier
- 2019 : One of the Good Ones : Alex
- 2021 : More Than I Wished For : Landon

### Télévision
- 2008 : Jordan : Derek
- 2008 : Les sorciers de Waverly Place : un étudiant
- 2016 : New York, unité spéciale (saison 17, épisode 21) : Ryan Ledder
- 2008–2013 : 90210 Beverly Hills : Nouvelle génération : Ty Collins (10 épisodes)
- 2010–2014 : Amour, Gloire et Beauté : Thomas Forrester (326 épisodes)
- 2011–2015 : Winx Club : Brandon (voix, 109 épisodes)
- 2016 : New York, Unité spéciale : Ryan Ledder